# Hanns-Erich Kaminski
Hanns-Erich Kaminski (* 29. November 1899 in Labiau, Ostpreußen; † 1963 in Buenos Aires) war ein deutscher Journalist und Schriftsteller, der vor den Nationalsozialisten zunächst nach Frankreich, dann nach Argentinien flüchtete. Er schrieb unter den Pseudonymen Max Tann und Noël Pierre Lenoir.

## Leben
Der Sohn jüdischer Kaufleute besuchte das Gymnasium in Königsberg und machte 1917 das Abitur. Nach dem Ende des Ersten Weltkrieges studierte er Volkswirtschaftslehre, Sozialwissenschaft, Philosophie und Literatur an den Universitäten Königsberg, Freiburg, Berlin, Frankfurt und Heidelberg. 1922 wurde er in Heidelberg mit einer Dissertation zur "Theorie des Dumpings" promoviert.
Nach Studienende war Kaminski als Journalist tätig und von 1921 bis 1933 Mitarbeiter der Weltbühne, für die er 101 Beiträge verfasste. Ab 1926 arbeitete er zudem als Redakteur für die sozialdemokratische Zeitung Volksstimme in Frankfurt am Main.  Gleichzeitig unternahm er zahlreiche Reisen, unter anderem nach Italien, Spanien, Spanisch-Marokko und Frankreich. Seit 1928 lebte er in Berlin und schrieb für diverse Zeitungen, darunter das Berliner Tageblatt und die Vossische Zeitung.
Im Juni 1932 gehörte Kaminski zusammen mit Albert Einstein, Erich Kästner, Käthe Kollwitz, Heinrich Mann, Arnold Zweig und anderen zu den Unterzeichnern eines  Dringenden Appells, der angesichts der drohenden nationalsozialistischen Machtübernahme für ein „Zusammengehen“ der beiden großen Linksparteien SPD und KPD plädierte.
Unter dem Eindruck der nationalsozialistischen Machtübernahme emigrierte Kaminski im Februar 1933 nach Paris, wo er weiterhin als Journalist arbeitete und in politischen Exil-Organisationen tätig war. In der Anfangsphase des Spanischen Bürgerkriegs reiste er 1936 nach Katalonien und veröffentlichte 1937 in Frankreich unter dem Titel Ceux de Barcelone einen Reisebericht, der von deutlicher Sympathie für die spanischen Anarchisten geprägt war.
Nach der deutschen Besetzung Frankreichs im Zweiten Weltkrieg flüchteten Kaminski und seine Lebensgefährtin Anita Karfunkel mit falschen Papieren nach Portugal. In Lissabon erhielten beide ein Visum für Argentinien. Kaminski und Anita Karfunkel lebten seit 1941 in Buenos Aires, wo er fortan unter dem Namen Noël Pierre Lenoir als Lehrer an einem Gymnasium und Autor zahlreicher Publikationen tätig war. Am 13. Juni 1941 wurde er aus dem Deutschen Reich ausgebürgert.

## Schriften (Auswahl)
- Fascismus in Italien. Grundlagen, Aufstieg, Niedergang, Verlag für Sozialwissenschaft, Berlin 1925.
- Ceux de Barcelone, Denoël, Paris 1937 (Übersetzungen ins Italienische, Spanische, Katalanische, Niederländische und Deutsche).
  - Deutsche Ausgabe unter dem Titel: Barcelona. Ein Tag und seine Folgen, Berlin, edition tranvía, 1986 (2. Auflage: 2004).
- Céline en chemise brune ou Le Mal du Présent, Nouvelles Editions Excelsior, Paris 1938 (auch in portugiesischer und niederländischer Übersetzung).
- Michel Bakounine. La Vie d’un Révolutionnaire, Aubier-Montaigne, Paris 1938 (auch in italienischer Übersetzung).
- El nazismo como problema sexual, ensayo de psicopatología, Imán, Buenos Aires 1941.
- (Noel Pierre Lenoir:) Los Problemas de la Paz. Editorial Claridad, Buenos Aires 1943.
- (Noel Pierre Lenoir:) Préface à la paix. Montreal 1944.
- (Noel Pierre Lenoir:) El renacimiento socialista. Buenos Aires, Claridad [1946]
- (Noel Pierre Lenoir:) Sociologia de la revolucion. Génesis, desarrollo y eclipse de las revoluciones a través de la historia. Buenos Aires, Claridad 1947.
- (Noël Pierre Lenoir:) Revolución, altitud 4000 metros, Buenos Aires: Editorial Cátedra Lisandro de la Torre, 1958.
- (Noel Pierre Lenoir:) Historia del amor en occidente. Buenos Aires: Ediciones Peuser, 1959.